# 경상남도의 유형문화재 (제101호 ~ 제200호)
경상남도 유형문화재는 지방유형문화재 중에서 경상남도에 있는 문화재를 의미한다.

## 지정목록

### 제101호 ~ 제200호
| 번호    | 사진 | 명칭 | 소재지                                            | 관리자 (단체)      | 지정일                                                                             | 참조 |
| 101호   |      | 청동은입사향완 (靑銅銀入絲香垸)                                                                                         | 경남 양산시 하북면 지산리 583 통도사              | 통도사             | 1979년 5월 2일 지정                                                                |      |
| 102호   |      | 양산 통도사 청동은입사 정병 (梁山 通度寺 靑銅銀入絲 淨甁)                                                               | 경남 양산시 하북면 지산리 583 통도사              | 통도사             | 1979년 5월 2일 지정, 2018년 12월 20일 명칭변경                                     |      |
| 103호   |      | 박진영 유품 (朴震英 遺品)                                                                                               | 경남 진주시 남강로 626-35 국립진주박물관          | 국립진주박물관     | 1979년 5월 2일 지정, 2018년 12월 20일 명칭변경                                     |      |
| 104호   |      | 양산 통도사 청동여래좌상 및 청동사리탑 (梁山 通度寺 靑銅如來坐像 및 靑銅舍利塔)                                         | 경남 양산시 하북면 지산리 583                     | 통도사             | 1979년 5월 2일 지정, 2018년 12월 20일 명칭변경                                     |      |
| 104-1호 |      | 양산 통도사 청동여래좌상 (梁山 通度寺 靑銅如來坐像)                                                                     | 경남 양산시 하북면 지산리 583                     | 통도사             | 1979년 5월 2일 지정, 2018년 12월 20일 명칭변경                                     |      |
| 104-2호 |      | 양산 통도사 청동사리탑 (梁山 通度寺 靑銅舍利塔)                                                                         | 경남 양산시 하북면 지산리 583                     | 통도사             | 1979년 5월 2일 지정, 2018년 12월 20일 명칭변경                                     |      |
| 105호   |      | 양산 통도사 인적 및 동인 (梁山 通度寺 印籍 및 銅印)                                                                     | 경남 양산시 하북면 지산리 583                     | 통도사             | 1979년 5월 2일 지정, 2018년 12월 20일 명칭변경                                     |      |
| 106호   |      | 양산 통도사 청동여래입상 (梁山 通度寺 靑銅如來立像)                                                                     | 경남 양산시 하북면 지산리 583                     | 통도사             | 1979년 5월 2일 지정, 2018년 12월 20일 명칭변경                                     |      |
| 107호   |      | 양산이씨고문서 (梁山李氏古文書)                                                                                         | 경남 양산시 하북면 초산리                         | 이중희             | 1974년 2월 16일 지정, 1990년 1월 18일 해제, 보물 제1001호로 승격                   |      |
| 108호   |      | 밀양 어변당 고문서 (密陽 魚變堂 古文書)                                                                                 | 경남 밀양시 무안면 연상리                         | 박병륜             | 1979년 5월 2일 지정, 2018년 12월 20일 명칭변경                                     |      |
| 108-1호 |      | 부산포진 해유문서 (釜山浦鎭 解由文書)                                                                                   | 경남 밀양시 무안면 연상리                         | 박병륜             | 1979년 5월 2일 지정, 2018년 12월 20일 명칭변경                                     |      |
| 108-2호 |      | 민장초개 (民狀抄槩) | 경남 밀양시 무안면 연상리                         | 박병륜             | 1979년 5월 2일 지정, 2018년 12월 20일 명칭변경                                     |      |
| 108-3호 |      | 안동 진영 상중기 (安東 鎭營 上重記)                                                                                     | 경남 밀양시 무안면 연상리                         | 박병륜             | 1979년 5월 2일 지정, 2018년 12월 20일 명칭변경                                     |      |
| 109호   |      | 동종 (銅鐘) | 경남 양산시 하북면 지산리 583                     | 통도사             | 1979년 5월 2일 지정, 2000년 2월 15일 해제, 보물 제11-6호로 승격                    |      |
| 110호   |      | 양산 통도사 청동시루 (梁山 通度寺 靑銅시루)                                                                             | 경남 양산시 하북면 지산리 583                     | 통도사             | 1979년 5월 2일 지정, 2018년 12월 20일 명칭변경                                     |      |
| 111호   |      | 천문도 (天文圖) | 경남 양산시 하북면 지산리 583                     | 통도사             | 1979년 5월 2일 지정, 2003년 4월 14일 해제, 보물 제1373호로 승격                    |      |
| 112호   |      | 통영 두룡포 기사비 (統營 頭龍浦 記事碑)                                                                                 | 경남 통영시 문화동 62                             | 통영시             | 1974년 12월 28일 지정, 2018년 12월 20일 명칭변경                                   |      |
| 113호   |      | 통영 충렬묘비 (統營 忠烈廟碑)                                                                                           | 경남 통영시 명정동 213                            | 재단법인통영충렬사 | 1974년 12월 28일 지정, 2018년 12월 20일 명칭변경                                   |      |
| 114호   |      | 의령 성황리 삼층석탑 (宜寧 城隍里 三層石塔)                                                                             | 경남 의령군 정곡면 성황리 693-4, 693-5            | 의령군             | 1974년 12월 28일 지정, 2018년 12월 20일 명칭변경                                   |      |
| 115호   |      | (미상) |                                                   |                    | 1974년 12월 28일 지정                                                              |      |
| 116호   |      | 창녕 사리 석조광배 (昌寧 舍里 石造光背)                                                                                 | 경남 창녕군 계성면 사리 446                       | 창녕군             | 1974년 12월 28일 지정, 2018년 12월 20일 명칭변경                                   |      |
| 117호   |      | 밀양 천진궁 (密陽 天眞宮)                                                                                               | 경남 밀양시 내일동                                | 밀양시             | 1974년 12월 28일 지정                                                              |      |
| 118호   |      | 장안사대웅전 (長安寺大雄殿)                                                                                             | 경남 양산시 장안읍 장안리 598                     | 장안사             | 1974년 12월 28일 지정, 1995년 3월 1일 해제, 부산광역시 기념물 제37호로 재지정      |      |
| 119호   |      | 양산 안적암 대웅전 (梁山 安寂庵 大雄殿)                                                                                 | 경남 양산시 하북면 용연동                         | 안적암             | 1979년 5월 2일 지정                                                                |      |
| 120호   |      | 양산 척화비 (梁山 斥和碑)                                                                                               | 경남 양산시 불정로 78 (북정동) 양산시립박물관     | 양산시장           | 1979년 5월 2일 지정, 2015년 11월 5일 이전, 2018년 12월 20일 명칭변경               |      |
| 121호   |      | 고성 양화리 석조여래좌상 (固城 楊化里 石造如來坐像)                                                                     | 경남 고성군 대가면 양화1길 102-15(양화리 578)     | 대무량사           | 1974년 12월 28일 지정, 2018년 12월 20일 명칭변경                                   |      |
| 122호   |      | 고성 교사리 석조삼존불상 (固城 校社里 石造三尊佛像)                                                                     | 경남 고성군 고성읍 교사대독길 47-20(교사리 301-4) | 석불암             | 1974년 12월 28일 지정, 2018년 12월 20일 명칭변경                                   |      |
| 123호   |      | 하동 쌍계사 명부전 (河東 雙磎寺 冥府殿)                                                                                 | 경남 하동군 화개면 운수리 207                     | 쌍계사             | 1974년 12월 28일 지정                                                              |      |
| 124호   |      | 하동 쌍계사 나한전 (河東 雙磎寺 羅漢殿)                                                                                 | 경남 하동군 화개면 운수리 207                     | 쌍계사             | 1974년 12월 28일 지정                                                              |      |
| 125호   |      | 하동 쌍계사 육조정상탑전 (河東 雙磎寺 六祖頂相塔殿)                                                                     | 경남 하동군 화개면 운수리 207                     | 쌍계사             | 1974년 12월 28일 지정                                                              |      |
| 126호   |      | 하동 쌍계사 천왕문 (河東 雙磎寺 天王門)                                                                                 | 경남 하동군 화개면 운수리 207                     | 쌍계사             | 1974년 12월 28일 지정                                                              |      |
| 127호   |      | 하동 쌍계사 금강문 (河東 雙磎寺 金剛門)                                                                                 | 경남 하동군 화개면 운수리 207                     | 쌍계사             | 1974년 12월 28일 지정                                                              |      |
| 128호   |      | 신라충신죽죽비 (新羅忠臣竹竹碑)                                                                                         | 경남 합천군 합천읍 합천리 209                     | 합천군             | 1974년 12월 28일 지정, 2018년 12월 20일 명칭변경                                   |      |
| 129호   |      | 진교리삼층석탑 (辰橋里三層石塔)                                                                                         | 경남 하동군 진교면 진교리                         | 하동군             | 1974년 12월 28일 지정                                                              |      |
| 130호   |      | 하동 탑리 삼층석탑 (河東 塔里 三層石塔)                                                                                 | 경남 하동군 화개면 탑리                           | 하동군             | 1974년 12월 28일 지정, 2018년 12월 20일 명칭변경                                   |      |
| 131호   |      | 밀양 표충사 대광전 (密陽 表忠寺 大光殿)                                                                                 | 경남 밀양시 단장면 구천리                         | 표충사             | 1974년 12월 28일 지정                                                              |      |
| 132호   |      | 고성 옥천사 대웅전 (固城 玉泉寺 大雄殿)                                                                                 | 경남 고성군 개천면 연화산1로 471-9(북평리 408)    | 옥천사             | 1974년 12월 28일 지정                                                              |      |
| 133호   |      | 불곡사일주문 (佛谷寺一株門)                                                                                             | 경남 창원시 성산구 대암로 55(대방동)              | 불곡사             | 1974년 12월 28일 지정                                                              |      |
| 134호   |      | 성주사대웅전 (聖住寺大雄殿)                                                                                             | 경남 창원시 성산구 곰절길191(천선동)성주사        | 성주사             | 1974년 12월 28일 지정                                                              |      |
| 135호   |      | 창원향교대성전 (昌原鄕校大成殿)                                                                                         | 경남 창원시 의창구 의안로59번길6(소답동)          | 향교재단           | 1974년 12월 28일 지정                                                              |      |
| 136호   |      | 하동 이명산 마애여래좌상 (河東 理明山 磨崖如來坐像)                                                                     | 경남 하동군 북천면 직전리 산74-1                  | 하동군             | 1974년 12월 28일 지정, 2018년 12월 20일 명칭변경                                   |      |
| 137호   |      | (미상) |                                                   |                    | 1974년 12월 28일 지정                                                              |      |
| 138호   |      | 남해 용문사 석조보살좌상 (南海 龍門寺 石造菩薩坐像)                                                                     | 경남 남해군 이동면 용소리 868                     | 용문사             | 1974년 12월 28일 지정, 2018년 12월 20일 명칭변경                                   |      |
| 139호   |      | 산청 단성현 호적장부 (山淸 丹城縣 戶籍帳簿)                                                                             | 경남 산청군 단성면 교동길 13-15 (강누리)          | 단성향교           | 1976년 4월 15일 지정, 2018년 12월 20일 명칭변경                                    |      |
| 140호   |      | 만력34년 진해현 호적 (萬歷34年 鎭海縣 戶籍)                                                                             | 경남 창원시 마산회원구 양덕1동 826-4              | 제희수             | 1976년 4월 15일 지정                                                               |      |
| 141호   |      | 진주 응석사 대웅전 (晉州 凝石寺 大雄殿)                                                                                 | 경남 진주시 집현면 응석로 435                     | 응석사             | 1976년 4월 15일 지정                                                               |      |
| 142호   |      | 주세붕 초상 (周世鵬 肖像)                                                                                               | 경남 함안군 칠서면 무릉리 544                     | 상주주씨문중       | 1976년 4월 15일 지정, 2018년 12월 20일 명칭변경                                    |      |
| 143호   |      | 함안 무산사 (咸安 武山祠)                                                                                               | 경남 함안군 칠서면 무릉리 544번지                 | 상주주씨문중       | 1976년 4월 15일 지정                                                               |      |
| 144호   |      | 하동 칠불사 아자방지 (河東 七佛寺 亞字房址)                                                                             | 경남 하동군 화개면 범왕리 1605                    | 칠불사             | 1976년 12월 20일 지정                                                              |      |
| 145호   |      | 사명대사비및부도 (四溟大師碑및浮屠)                                                                                     | 경남 합천군 가야면 치인리 21                      | 해인사             | 1976년 12월 20일 지정, 2000년 9월 28일 해제, 보물 제1301호로 승격                  |      |
| 146호   |      | 거제질청 (巨濟秩廳) | 경남 거제시 거제읍 동상리 535-2                   | 거제지원           | 1976년 12월 20일 지정, 2007년 8월 2일 해제, 사적 제484호로 승격                    |      |
| 147호   |      | 석가세존팔상도 (釋迦世尊八相圖)                                                                                         | 경남 양산시 하북면 지산리 583                     | 통도사             | 1976년 12월 20일 지정, 1990년 12월 20일 해제, 보물 제1041호로 승격                 |      |
| 148호   |      | 양산 효자리비 (梁山 孝子里碑)                                                                                           | 경남 양산시 중부동 153-3 양산교육청               | 양산교육청         | 1976년 12월 20일 지정, 2018년 12월 20일 명칭변경                                   |      |
| 149호   |      | 안건․안시명 무과 홍패 (安瑾·安諟命 武科 紅牌)                                                                           | 경남 양산시 남부동                                | 양산시             | 1976년 12월 20일 지정, 2018년 12월 20일 명칭변경                                   |      |
| 150호   |      | 안시명 교첩 (安諟命 敎牒)                                                                                               | 경남 양산시 남부동                                | 양산시             | 1976년 12월 20일 지정, 2018년 12월 20일 명칭변경                                   |      |
| 151호   |      | 양산토지명기대장 (梁山土地名記臺帳)                                                                                     | 경남 양산시 남부동                                | 양산시             | 1976년 12월 20일 지정                                                              |      |
| 152호   |      | 성흥사대웅전 (聖興寺大雄殿)                                                                                             | 경남 창원시 진해구 대장로 273(대장동)             | 성흥사             | 1976년 12월 20일 지정                                                              |      |
| 153호   |      | 합포성지 (合浦城止) | 경남 창원시 마산합포구 합성동                     | 창원시             | 1976년 12월 20일 지정                                                              |      |
| 154호   |      | 청주양씨세고목판 (淸州梁氏世稿木板)                                                                                     | 경남 창녕군 창밀로 34 (창녕읍, 창녕박물관)        | 창녕군             | 1976년 12월 20일 지정                                                              |      |
| 155호   |      | 진주 김해김씨비각 (晉州 金海金氏碑閣)                                                                                   | 경남 진주시 남강로 626                            | 진주시             | 1976년 12월 20일 지정                                                              |      |
| 156호   |      | 홍제암 (弘濟庵) | 경남 합천군 가야면 치인리 21                      | 해인사             | 1976년 12월 20일 지정, 2000년 9월 28일 해제, 보물 제1300호로 승격                  |      |
| 157호   |      | 신흥사대웅전 (新興寺大雄殿)                                                                                             | 경남 양산시 원동면 영포리                         | 신흥사             | 1976년 12월 20일 지정, 1992년 1월 15일 해제, 보물 제1120호로 승격                  |      |
| 158호   |      | 함안 무진정 (咸安 無盡亭)                                                                                               | 경남 함안군 함안면 괴산4길 25                     | 조용희             | 1976년 12월 20일 지정                                                              |      |
| 159호   |      | 함안 어계고택 (咸安 漁溪古宅)                                                                                           | 경남 함안군 군북면 원북길 104-1                   | 함안조씨정절공종중 | 1976년 12월 20일 지정, 2018년 7월 12일 명칭 변경                                   |      |
| 160호   |      | 삼강행실도 (三綱行實道)                                                                                                 | 경남 양산시 남부동 505                            | 양산시             | 1976년 12월 20일 지정                                                              |      |
| 161호   |      | 주자어류 목판 (朱子語類 木板)                                                                                           | 경남 진주시                                       | 하석근             | 1979년 12월 29일 지정, 2018년 12월 20일 명칭변경                                   |      |
| 162호   |      | 김우옹 동강문집 목판 (金宇顒 東岡文集 木板)                                                                             | 경남 진주시 지수면 용봉로150번길 106-10           | 의성김씨문중       | 1979년 12월 29일 지정, 2018년 12월 20일 명칭변경                                   |      |
| 163호   |      | 오건 덕계문집 목판, 오장 사호집 목판, 오한 수오당문집 목판 (吳健 德溪文集 木板, 吳長 思湖集 木板, 吳한 守吾堂文集 木板) | 경남 산청군 산청읍 덕우지길 51 (지리)             | 서계서원           | 1979년 12월 29일 지정, 2018년 12월 20일 명칭변경                                   |      |
| 163-1호 |      | 오건 덕계문집 목판 (吳健 德溪文集 木板)                                                                                 | 경남 산청군 산청읍 덕우지길 51 (지리)             | 서계서원           | 1979년 12월 29일 지정, 2018년 12월 20일 명칭변경                                   |      |
| 163-2호 |      | 오장 사호집 목판 (吳長 思湖集 木板)                                                                                     | 경남 산청군 산청읍 덕우지길 51 (지리)             | 서계서원           | 1979년 12월 29일 지정, 2018년 12월 20일 명칭변경                                   |      |
| 163-3호 |      | 오한 수오당문집 목판 (吳한 守吾堂文集 木板)                                                                             | 경남 산청군 산청읍 덕우지길 51 (지리)             | 서계서원           | 1979년 12월 29일 지정, 2018년 12월 20일 명칭변경                                   |      |
| 164호   |      | 조식 남명문집 목판 (曺植 南冥文集 木板)                                                                                 | 경남 산청군 시천면 남명로 310-8 (사리)            | 조운환             | 1979년 12월 29일 지정, 2018년 12월 20일 명칭변경                                   |      |
| 165호   |      | 이택당 문집 목판 (麗澤堂 文集 木板)                                                                                     | 경남 진주시 진주대로 501 경상대학교               | 경상대학교         | 1979년 12월 29일 지정, 2018년 12월 20일 명칭변경                                   |      |
| 165-1호 |      | 허전 성재집 목판 (許傳 性齋集 木板)                                                                                     | 경남 진주시 진주대로 501 경상대학교               | 경상대학교         | 1979년 12월 29일 지정, 2018년 12월 20일 명칭변경                                   |      |
| 165-2호 |      | 허전 사의 목판 (許傳 士儀 木板)                                                                                         | 경남 진주시 진주대로 501 경상대학교               | 경상대학교         | 1979년 12월 29일 지정, 2018년 12월 20일 명칭변경                                   |      |
| 165-3호 |      | 허전 종요록 목판 (許傳 宗堯錄 木板)                                                                                     | 경남 진주시 진주대로 501 경상대학교               | 경상대학교         | 1979년 12월 29일 지정, 2018년 12월 20일 명칭변경                                   |      |
| 165-4호 |      | 김진호 물천집 목판 (金鎭祜 勿川集 木板)                                                                                 | 경남 진주시 진주대로 501 경상대학교               | 경상대학교         | 1979년 12월 29일 지정, 2018년 12월 20일 명칭변경                                   |      |
| 166호   |      | 정여창 일두문집 목판 (鄭汝昌 一蠹文集 木板)                                                                             | 경남 함양군 함양읍 교산리 1044                    | 함양군             | 1979년 12월 29일 지정, 2018년 12월 20일 명칭변경                                   |      |
| 167호   |      | 강익 개암문집 목판 (姜翼 介庵文集 木板)                                                                                 | 경남 함양군 함양읍 교산리 1044                    | 함양군             | 1979년 12월 29일 지정, 2018년 12월 20일 명칭변경                                   |      |
| 168호   |      | 임훈 갈천문집 목판 및 임운 첨모당문집 목판 (林薰 葛川文集 木板 및 林芸 瞻慕堂文集 木板)                                 | 경남 거창군                                       | 임기술             | 1979년 12월 29일 지정, 2018년 12월 20일 명칭변경                                   |      |
| 168-1호 |      | 임훈 갈천문집 목판 (林薰 葛川文集 木板)                                                                                 | 경남 거창군                                       | 임기술             | 1979년 12월 29일 지정, 2018년 12월 20일 명칭변경                                   |      |
| 168-2호 |      | 임운 첨모당문집 목판 (林芸 瞻慕堂文集 木板)                                                                             | 경남 거창군                                       | 임기술             | 1979년 12월 29일 지정, 2018년 12월 20일 명칭변경                                   |      |
| 169호   |      | 변중량 춘당집 목판 및 변계량 춘정집 목판 (卞仲良 春堂集 木板 및 卞季良 春亭集 木板)                                     | 경남 거창군 가조면 사병리 1119                    | 변용희             | 1979년 12월 29일 지정, 2018년 12월 20일 명칭변경                                   |      |
| 170호   |      | 구산선생문집책판 (龜山先生文集冊板)                                                                                     | 경남 경남전역                                     |                    | 1979년 12월 29일 지정, 1980년 12월 23일 해제, 경상남도 유형문화재 제210호로 재지정 |      |
| 171호   |      | 하연 경재문집 목판 (河演 敬齋文集 木板)                                                                                 | 경남 합천군 야로면 돈평길 85-2                    | 하재호             | 1979년 12월 29일 지정, 2018년 12월 20일 명칭변경                                   |      |
| 172호   |      | 유희경 촌은집 목판 (劉希慶 村隱集 木板)                                                                                 | 경남 남해군 이동면 용소리 868                     | 용문사             | 1979년 12월 29일 지정, 2018년 12월 20일 명칭변경                                   |      |
| 173호   |      | 주세붕 무릉잡고 목판, 주박 귀봉집 목판, 주맹헌 수구집 목판 (周世鵬 武陵雜橋 冊板, 周博 龜蜂集 木板, 周孟獻 守口集 木板) | 경남 함안군 칠서면 무릉리 544                     | 상주주씨문중       | 1979년 12월 29일 지정, 2018년 12월 20일 명칭변경                                   |      |
| 173-1호 |      | 주세붕 무릉잡고 목판 (周世鵬 武陵雜橋 冊板)                                                                             | 경남 함안군 칠서면 무릉리 544                     | 상주주씨문중       | 1979년 12월 29일 지정, 2018년 12월 20일 명칭변경                                   |      |
| 173-2호 |      | 주박 귀봉집 목판 (周博 龜蜂集 木板)                                                                                     | 경남 함안군 칠서면 무릉리 544                     | 상주주씨문중       | 1979년 12월 29일 지정, 2018년 12월 20일 명칭변경                                   |      |
| 173-3호 |      | 주맹헌 수구집 목판 (周孟獻 守口集 木板)                                                                                 | 경남 함안군 칠서면 무릉리 544                     | 상주주씨문중       | 1979년 12월 29일 지정, 2018년 12월 20일 명칭변경                                   |      |
| 174호   |      | 안축 근재집 목판 (安軸 謹齋集 木板)                                                                                     | 경남 함안군 가야읍 신음리 1171-3                  | 순흥안씨문중       | 1979년 12월 29일 지정, 2018년 12월 20일 명칭변경                                   |      |
| 175호   |      | 김종직 점필재문집 및 이준록 목판 (金宗直 佔畢齋文集 및 彛尊錄 木板)                                                     | 경남 밀양시 부북면 후사포리                       | 예림서원           | 1979년 12월 29일 지정, 2018년 12월 20일 명칭변경                                   |      |
| 176호   |      | 노상직 소눌문집 목판 외 20종 (盧相稷 小訥文集 木板 外 20種)                                                             | 경남 밀양시 내일동 318-2                          | 밀양시             | 1979년 12월 29일 지정, 2018년 12월 20일 명칭변경                                   |      |
| 177호   |      | 이익 성호문집 목판 (李瀷 星湖文集 木板)                                                                                 | 경남 밀양시 부북면 퇴로리                         | 이우성             | 1979년 12월 29일 지정, 2018년 12월 20일 명칭변경                                   |      |
| 178호   |      | 이익 성호전집 목판 (李瀷 星湖全集 木板)                                                                                 | 경남 밀양시 부북면 전사포리                       | 안연수             | 1979년 12월 29일 지정, 2018년 12월 20일 명칭변경                                   |      |
| 179호   |      | 송담유사책판 (松潭遺事冊板)                                                                                             | 경남 양산시 물금면 가촌리                         | .                  | 1979년 12월 29일 지정, 1982년 12월 31일 해제, 해제사유 미상                        |      |
| 180호   |      | 조임도 간송문집 및 금라전신록 목판 (趙任道 澗松文集 및 金羅傳信錄 木板)                                                 | 경남 함안군 대산면 장암리                         | 함안조씨문중       | 1979년 12월 29일 지정, 2018년 12월 20일 명칭변경                                   |      |
| 181호   |      | 이로 송암문집 및 이만승 괴당집 목판 (李魯 松巖文集 및 李曼勝 槐堂集 木板)                                               | 경남 의령군 정곡면 정곡8길 8-4                    | 철성이씨문중       | 1979년 12월 29일 지정, 2018년 12월 20일 명칭변경                                   |      |
| 181-1호 |      | 이로 송암문집 목판 (李魯 松巖文集 木板)                                                                                 | 경남 의령군 정곡면 정곡8길 8-4                    | 철성이씨문중       | 1979년 12월 29일 지정, 2018년 12월 20일 명칭변경                                   |      |
| 181-2호 |      | 이만승 괴당집 목판 (李曼勝 槐堂集 木板)                                                                                 | 경남 의령군 정곡면 정곡8길 8-4                    | 철성이씨문중       | 1979년 12월 29일 지정, 2018년 12월 20일 명칭변경                                   |      |
| 182호   |      | 허목 미수기언 목판 (許穆 眉叟記言 木板)                                                                                 | 경남 의령군 의령읍 충익로 1-25, 의병박물관        | 양천허씨문중       | 1979년 12월 29일 지정, 2018년 12월 20일 명칭변경                                   |      |
| 183호   |      | 창녕 관룡사 사적기 (昌寧 觀龍寺 事蹟記)                                                                                 | 경남 창녕군 창녕읍 옥천리 292                     | 통도사 성보박물관  | 1979년 12월 29일 지정, 2018년 12월 20일 명칭변경                                   |      |
| 184호   |      | 고성 운흥사 목판 (固城 雲興寺 木板)                                                                                     | 경남 고성군 하이면 와룡2길 248-28(와룡리 442)     | 운흥사             | 1979년 12월 29일 지정, 2018년 12월 20일 명칭변경                                   |      |
| 185호   |      | 쌍계사소장불경책판 (雙磎寺所藏佛經冊板)                                                                                 | 경남 하동군 화개면 운수리 207                     | 쌍계사             | 1979년 12월 29일 지정, 2018년 12월 20일 명칭변경                                   |      |
| 186호   |      | 김해 구산동 마애여래좌상 (金海 龜山洞 磨涯如來坐像)                                                                     | 경남 김해시 구산동 산2                            | 김해시             | 1979년 12월 29일 지정, 2018년 12월 20일 명칭변경                                   |      |
| 187호   |      | 하동 운암영당 최치원 초상 (河東 雲岩影堂 崔致遠 肖像)                                                                   | 경남 하동군 양보면 운암리 912-1                   | 경주최씨 문중      | 1979년 12월 29일 지정, 2018년 12월 20일 명칭변경                                   |      |
| 188호   |      | 백운래홍첩 (白雲來鴻帖)                                                                                                 | 경남 함안군                                       | 이길섭             | 1979년 12월 29일 지정, 2015년 [[2월 12일 해제, 관외로 반출 (서울)                  |      |
| 189호   |      | 거제 장목진 객사 (巨濟 長木鎭 客舍)                                                                                     | 경남 거제시 장목면 장목5길 9 (장목리)             | 거제시             | 1979년 12월 29일 지정                                                              |      |
| 190호   |      | 밀양 어변당 (密陽 魚變堂)                                                                                               | 경남 밀양시 무안면 연상리                         | 박병륜             | 1979년 12월 29일 지정                                                              |      |
| 191호   |      | 진양부원군신도비 (晋陽府院君神道碑)                                                                                     | 경남 진주시 미천면 오방리 469                     | 진양하씨문중       | 1980년 12월 26일 지정                                                              |      |
| 192호   |      | 울산동헌및내아 (蔚山東軒및內衙)                                                                                         | 경남 울산시 중구 북정동 349                       | 울산시             | 1981년 12월 15일 지정, 1997년 10월 9일 해제, 울산광역시 유형문화재 제1호로 재지정  |      |
| 193호   |      | 양산 통도사 만세루 (梁山 通度寺 萬歲樓)                                                                                 | 경남 양산시 하북면 지산리                         | 통도사             | 1981년 12월 21일 지정                                                              |      |
| 194호   |      | 양산 통도사 극락전 (梁山 通度寺 極樂殿)                                                                                 | 경남 양산시 하북면 지산리                         | 통도사             | 1981년 12월 21일 지정                                                              |      |
| 195호   |      | 양산 통도사 명부전 (梁山 通度寺 冥府殿)                                                                                 | 경남 양산시 하북면 지산리                         | 통도사             | 1981년 12월 21일 지정                                                              |      |
| 196호   |      | 양산 통도사 응진전 (梁山 通度寺 應眞殿)                                                                                 | 경남 양산시 하북면 지산리                         | 통도사             | 1981년 12월 21일 지정                                                              |      |
| 197호   |      | 양산 통도사 약사전 (梁山 通度寺 藥師殿)                                                                                 | 경남 양산시 하북면 지산리                         | 통도사             | 1981년 12월 21일 지정                                                              |      |
| 198호   |      | 합천 호연정 (陜川 浩然亭)                                                                                               | 경남 합천군 율곡면 문림리                         | 상주주씨문중       | 1981년 12월 21일 지정                                                              |      |
| 199호   |      | 울산향교 (鬱山鄕校) | 경남 울산시 중구 교동                             | 향교재단           | 1982년 8월 2일 지정, 1997년 10월 9일 해제, 울산광역시 유형문화재 제7호로 재지정    |      |
| 200호   |      | 진주 두방사 다층석탑 (晉州 杜芳寺 多層石塔)                                                                             | 경남 진주시 문산읍 동부로781번길 267              | 두방사             | 1982년 8월 2일 지정, 2018년 12월 20일 명칭변경                                     |      |